# Kennington (Londyn)
Kennington – dzielnica południowego Londynu, część gminy Lambeth, położona w odległości 3,8 km od centrum Londynu (Charing Cross). Kennington jest wspomniana w Domesday Book (1086) jako Chenintune. Posiada kod pocztowy SE11. Według stanu na rok 2011, dzielnicę zamieszkiwało nieco ponad 21 tys. ludzi.
W okolicy położony jest stadion krykietowy The Oval, a na terenie Brandon Estate znajduje się jedna z rzeźb Henry'ego Moore'a.

## Znane osoby
- William Blake, poeta i malarz
- James Callaghan, premier brytyjski
- Charlie Chaplin, aktor
- Eliza Cook, pisarka
- Karen Gillan, aktorka
- William Hogarth, malarz
- David Laws, polityk
- Don Letts, reżyser i muzyk
- Bob Marley, muzyk, pomieszkiwał na St. Agnes Place w latach 70.[5]
- Edith Nesbit, pisarka
- David Ricardo, ekonomista polityczny
- Kevin Spacey, aktor
- Vincent van Gogh, malarz, mieszkał w Ivy Cottage na 395 Kennington Road w latach 1874-1875
- Sarah Waters, pisarka

## Galeria
Od lewej: Stacja metra Kennington, Kennington Park, Durning Library, Ethelred Estate, Kennington Road.

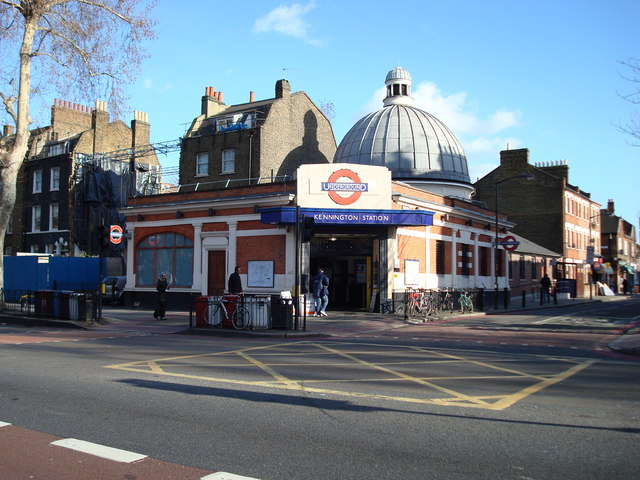
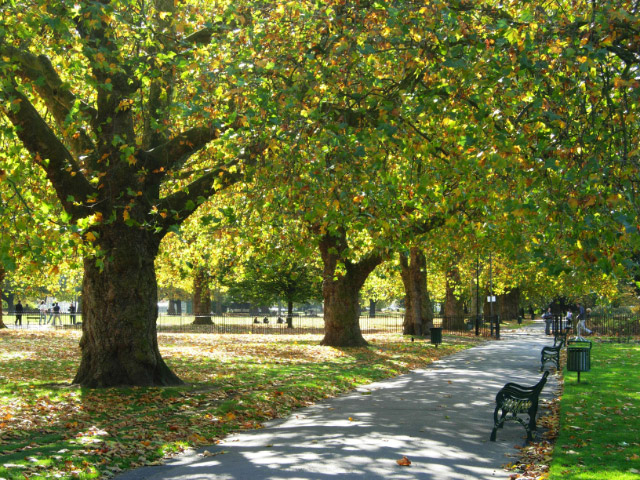
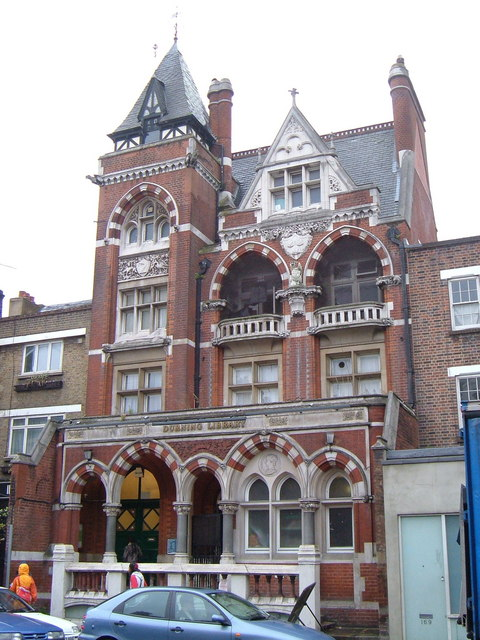
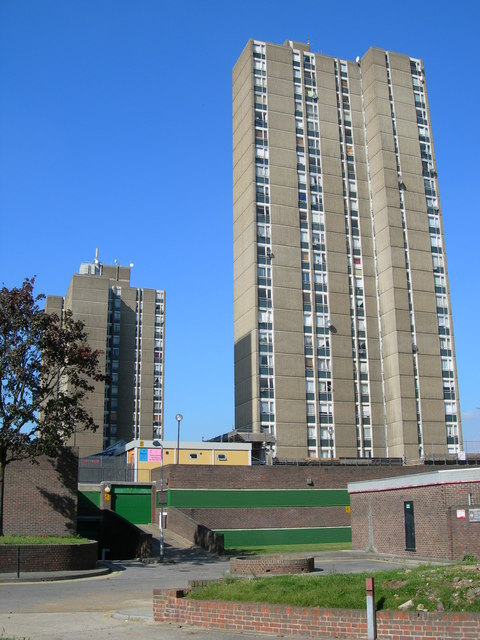
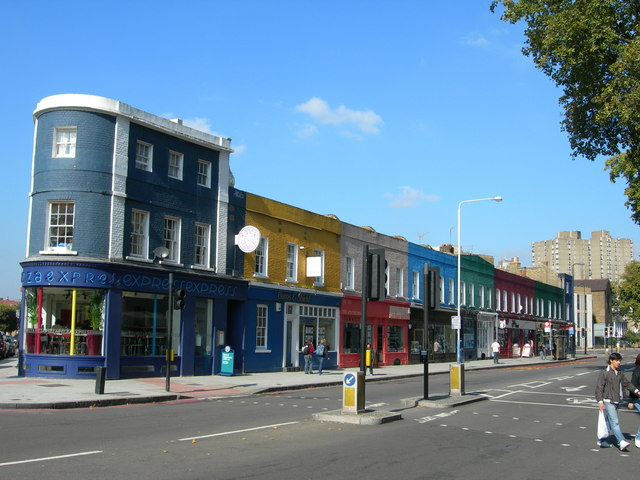